# Mellrich
Mellrich ist ein Ortsteil der Gemeinde Anröchte im Kreis Soest.

## Geografie
Der Ort liegt rund drei Kilometer südwestlich von Anröchte an der Bundesstraße 55. Durch den Ort führt die K 64 und die K 23. Der Sunderbach entspringt in Mellrich. Angrenzende Orte sind Altenmellrich, Robringhausen, Anröchte, Uelde und Waltringhausen.

## Geschichte
Die erste urkundliche Erwähnung Mellrichs stammt aus dem Jahre 1177. Mellrich war vor dem 1. Januar 1975 eine selbstständige Gemeinde im Amt Anröchte im Kreis Lippstadt.
Mit Inkrafttreten des Münster/Hamm-Gesetzes  wurden die Gemeinden des Amtes Anröchte zur neuen Gemeinde Anröchte und der Kreis Lippstadt mit dem bisherigen Kreis Soest zum neuen Kreis Soest zusammengeschlossen.

## Wappen
| Wappen von Mellrich | Blasonierung: In Gold über zwei roten Balken zwei gekreuzte, mit dem Mundstück abwärts gerichtete rote Jagdhörner. Beschreibung: Die Balken entstammen dem Wappen derer von Fürstenberg, die gekreuzten Jagdhörner aus dem Wappen derer von Mellrich. |

## Einwohnerentwicklung

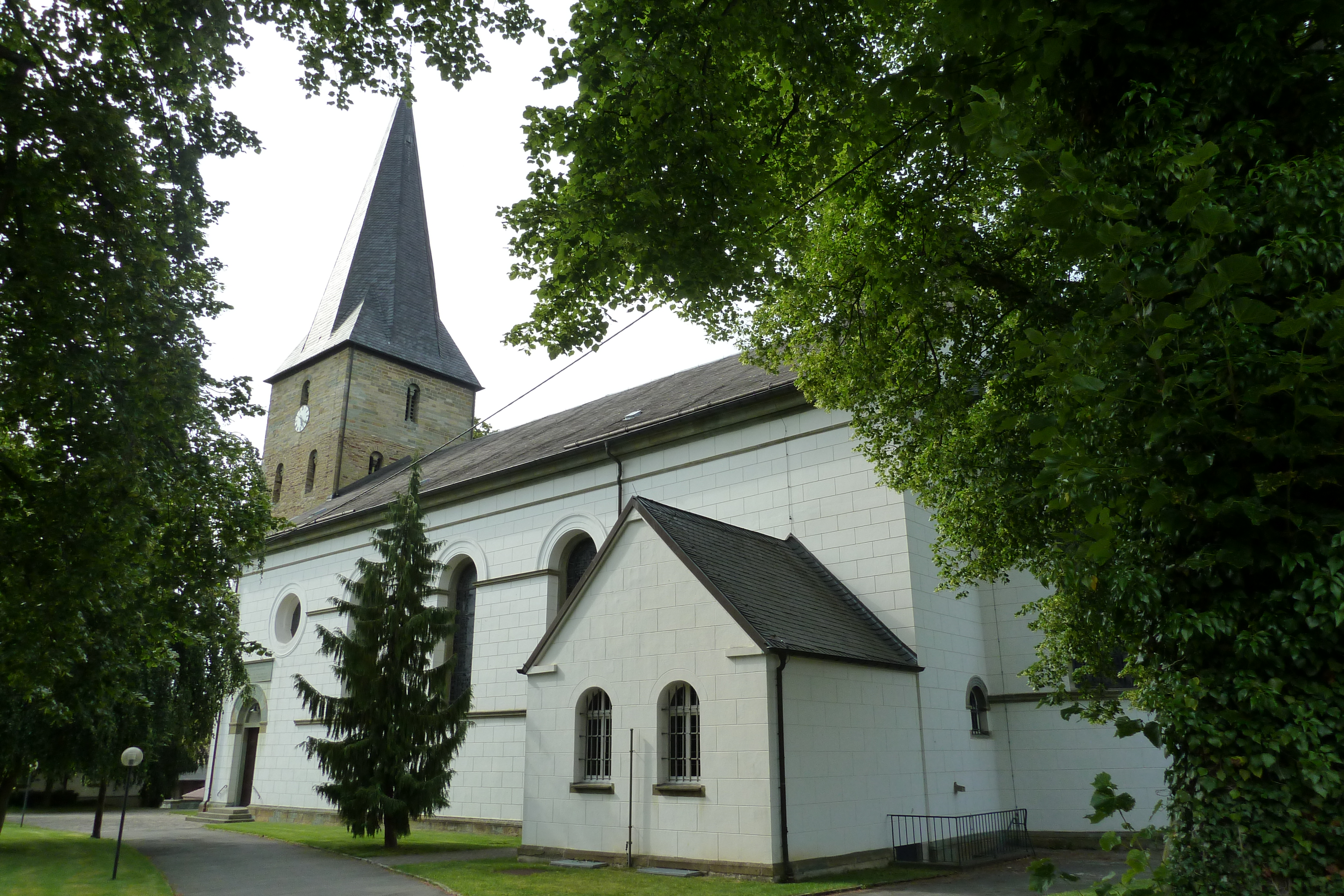
Pfarrkirche St. Alexander

Einwohnerstatistik von Mellrich 1939–2022:
| Jahr | Einwohner |
| ---- | --------- |
| 1939 | 525       |
| 1970 | 669       |
| 1990 | 727       |
| 2002 | 757       |
| 2016 | 713       |
| 2022 | 765       |

## Bauwerke

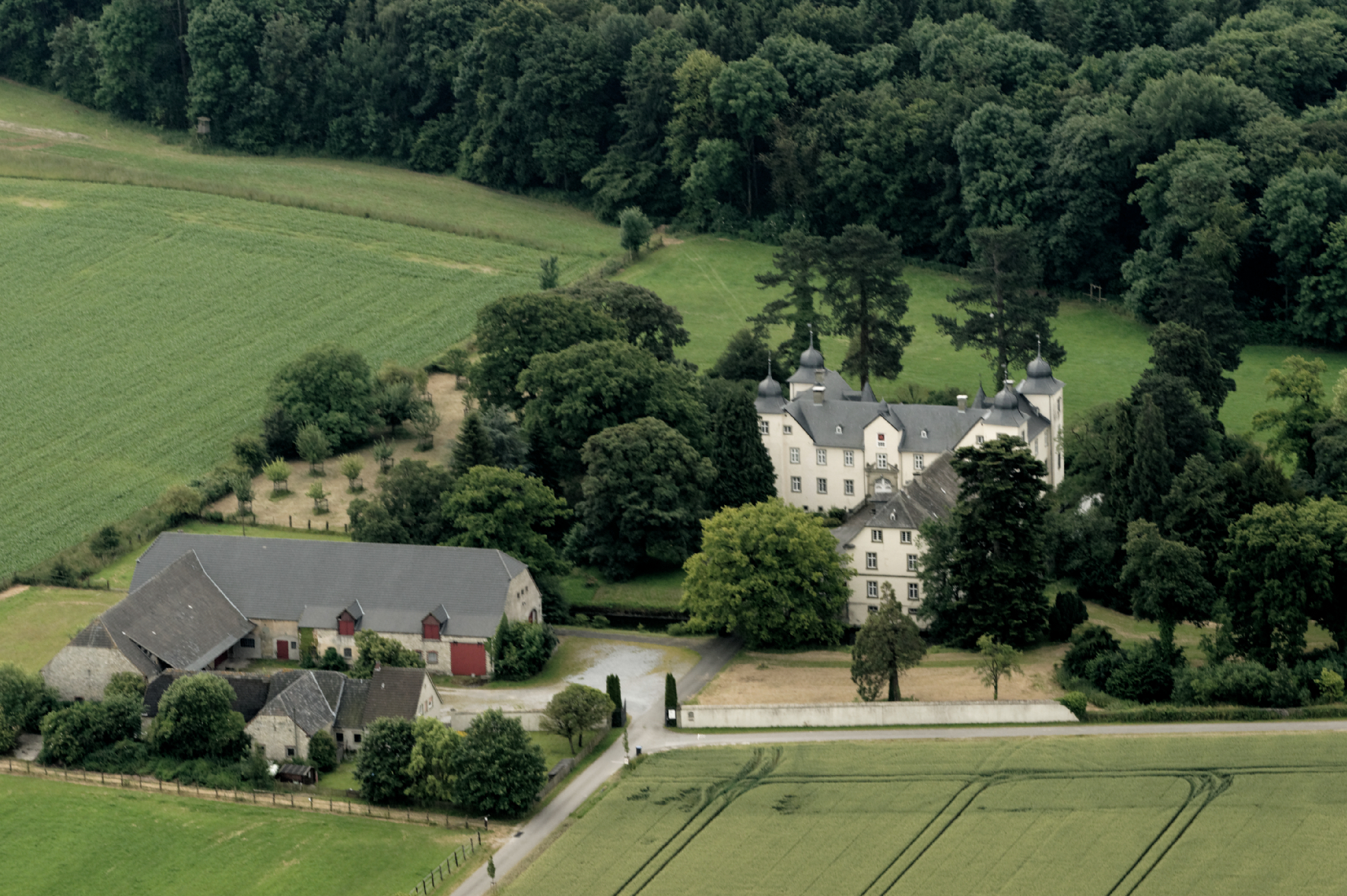
Schloss Eggeringhausen

Zu den denkmalgeschützten Bauwerken in dem Ortsteil Mellrich gehören Schloss Eggeringhausen, die Pfarrkirche St. Alexander, die ehemalige Vikarie und zehn Bildstöcke sowie ein Wegekreuz.

## Persönlichkeiten
- Franz Drepper (1787–1855), Bischof von Paderborn